# Руси у Републици Српској
Руси у Републици Српској (рус. Русские в Республике Сербской) су грађани руског поријекла и руске етничке припадности који живе и раде на територији Републике Српске. Историја Руса на овим просторима траје од времена средњег вијека када су руски принчеви из династије Рјуриковича владали Бановином Усора и Соли, која се у највећој мјери простире над територијом данашње Републике Српске. Највећи утицај Руса се осјетио током устанка који је у Босни подигнут против Османске империје, гдје су Руси поред пружања материјалне помоћи устаницима имали и своје директне учеснике у самом устанку. Руси су у великом броју населили ове просторе након Октобарске револуције и егзодуса великог броја Бјелогардејаца, који су своје уточиште нашли у Краљевини Срба, Хрвата и Словенаца. На територију данашње Републике Српске дошли су на подручја градова Бања Лука, Зворник, Сарајево, Горажде и Билећа. Руси су одиграли значајну улогу у културно-образовном уздизању народа тадашње краљевине, док су у одређеној мјери наставили да насељавају ове просторе и након Другог свјетског рата и успоставе социјалистичке власти. Први декан Правног факултета у Сарајеву, чији је правни насљедник данашњи Правни факултет у Источном Сарајеву је био Рус Александар Соловјев.
Руски народ у Српској је православне вјероисповијести, док се на територији Републике Српске налази мањи број храмова посвећен руским светитељима, подигнути првенствено као знак повезаности са руским православним народом, а поред њих постоје и вјерски објекти Руске православне цркве. Већи број припадника руског народа се током Одбрамбено-отаџбинског рата борио у редовима Војске Републике Српске. Неки од ових Руса су били из Републике Српске, док је највећи број дошао из Русије, Украјине и Бјелорусије.
Руси су једна од седамнаест службених националних мањина у Републици Српској, а њихове интересе заступају представници и делегати у Вијећу народа Републике Српске, Савјету националних мањина и Савезу националних мањина. Делегати из Вијећа народа се распоређују у радна тијела, Савјет националних мањина бира предсједника, потпредсједника и секретара, док Савез националних мањина бира предсједника, потпредсједника и Координационо тијело, које 2016. године замјењује Управни одбор. Руси нису учествовали у оснивању Савеза националних мањина, а до сада нису имали делегате у сазивима Вијећа народа, Савеза националних мањина и Савјета националних мањина.

## Историјат
Долазак руског народа на територију данашње Републике Српске веже се за крај 19. вијека и почетак 20. вијекa. Први Руси долазе на ове просторе током Босанско-херцеговачког устанка (1875 − 1878) у коме директно учествују и финансијски помажу устанике. Годину дана прије завршетка Првог свјетског рата и распада Аустроугарске, у царској Русији догодила се велика револуција, позната под називом Октобарска револуција, у којој је срушен царски режим и успостављена комунистичка власт. Историјски догађаји који су избили у тим немирним временима били су разлог да се велики број Руса исели, и своје домове потражи у другим европским државама. У прољеће 1919. године велики број руских избјеглица и бјелогардејаца налази уточиште у Краљевини СХС, која је била изразито антикомунистичка. Те године на просторе Краљевине СХС, а самим тим и на подручје данашње Републике Српске, досељава се велики број Руса. Један број њих радио је на универзитетима, школама и културним институцијама, а већина овог становништва запослила се у пољопривреди и индустрији. Руски досељеници су се адаптирали у новој средини и многи су заснивали породице са домицилним становништвом. Први декан правног факултета у Сарајеву, чији правни насљедник је данашњи Правни факултет Универзитета у Источном Сарајеву, је био Александар Васиљевич Соловјев слависта, истраживач богумила, хералдике, нумизматике, археологије, преводилац са руског и француског језика, професор историје словенског и византијског права, који се након Октобарске револуције настанио у Београду, а након Другог свјетског рата дошао у Сарајево.

#### Руски банови Бановине Босне (Усора и Соли)
Босанску бановину угарског краља Беле чиниле су територије земаља Усоре и Соли. Бановина је основана 1254. године. Први бан био је Ростислав Михаиловић, отац Беле Ростиславића и Михаила од Босне, који су након смрти оца преузели владавину и бановску титулу. Сва тројица су били руски принчеви из династије Рјуриковича. У титули Ростислава Михаиловића званично се не помиње ни Усора и Соли. Он је „дукс Галиције и господар Мачве” (dux Gallicie et dominus de Machou). Ана, супруга Ростислава Михаиловића, носила је титулу „кнегиње Галиције и Босне и Мачве” (Ducissa Gallicie ac de Bozna et de Mazo domina). Под Босном се овдје подразумевају земље Усора и Соли. Власт Матеје Нинослава сведена је на земље Босну и Доњи Краји. Након Белине смрти, власт над Мачвом, Усором и Соли предавана је у руке моћних кнежева о чему свједоче бројне повеље из периода од 1272. до 1280. године. Изричит помен „бановине Усоре и Соли” помиње се у титули Гисинговца од новембра 1272. до априла 1273. године када се он титулише као "banus de Wozora et de Sou" и Иринеја (bano de Sow etdeWozora). У осталим случајевима Усора и Соли наводе се као Босна. Територија ове бановине се углавном простирала на подручју данашњих добојске, теслићке, петровске и модричке општине у Републици Српској.

### Руси у Устанку у Босни и Херцеговини 1875.
Током Устанка у Босни, међу великим бројем страних добровољаца нашли су се и Руси. Руска држава је тада директно подржавала устанике, преко својих конзуларних представништава, поготову онога у Дубровнику и Београду, одакле се координисала комплетна руска помоћ устаницима. Тако је на Народној скупштини у Кравјаку (засеоку села Горњи Тишковац, код Дрвара) која је одржана на Михољдан 12. октобра 1877. (29. септембра по старом календару) током Устанка у Босни и Херцеговини, за вођу новоосноване Привремене народне босанске владе именован Рус Владимир Семјонович Јоњин.

### Руска емиграција у Бањалуци
Први емигранти из Русије, њих 126, дошли су у Бањалуку 1921. године. По узору на остале емигрантске заједнице широм Краљевине СХС односно Краљевине Југославије, и бањалучка је основала низ удружења, као што су Руска колонија, Руска матица, Руски соко, Удружење руских официра и Руско друштво Црвеног крста. Готово сви емигранти из Русије, који су 1921. дошли у Бањалуку, имали су средње или високо образовање, али и висок ниво општег образовања, а већина њих добро је говорила бар један страни језик. У првој групи бањалучких Руса биле су и значајне личности попут Василија Михаиловича Кашкарова, генерал-лајтнанта Артемија Соломоновича Вартанова, члана Думе Ераста Андрејевича Исејева, ликовног умјетника Фјодора Никитовича Сахна и композитора Рафаила Јеронимовича Арнерија. Свакако, њихово дјеловање у релативно малом мјесту, каква је између два свјетска рата била Бањалука, било је ограничено бројним специфичностима и праћено низом потешкоћа. По доласку у Краљевину СХС емигранти из Русије установили су разуђен систем организација веома разнолике оријентације и задатака, од оних превасходно или искључиво социјалног до оних научног карактера. Међу најзначајније организације, свакако, ваља уврстити и Руску матицу, која је такође, преко Централе у Љубљани и мјесних подружница, дјеловала широм Краљевине. Руска матица је основана по узору на матице осталих словенских народа, које су одиграле кључну улогу у очувању и развоју њиховог националног идентитета. За бањалучку руску заједницу карактеристично је да број њених чланова биљежи лаган али константан пораст.
Према попису из 1931. у Бањалуци су живјела 122 Руса, а крајем 1941, према незваничним подацима, њих 314. Октобра 1941. у оквиру Руске колоније формиран је и посебан одсјек Националне младежи Руске колоније, која је бројала 42 члана. Тако је избјегнута општа обавеза уписивања у редове Усташке младежи. Већ у току 1942. дошло је до осјетног смањења броја бањолучких Руса. Појединци су отишли на рад у Њемачку, надајући се да ће им тако бити олакшан повратак у Русију, неколицина је ступила у разне војне формације, а понеко је отишао на студије у Загреб. Крајем септембра 1944. године, након одступања партизанских јединица, неколико породица се иселило у разним правцима.

### Донски козачки корпус у Билећи
Након Октобарске револуције Билећа постаје нови дом војницима корпуса руске царске војске из града Дона. Руски досељеници у Билећи су обновили касарну оштећену у Првом свјетском рату, довели докторе, отворили прве занатске радње, основали позориште, играли прве представе, компоновали први валцер „Таласи Требишњице”, оформили оркестар и хор, организовали прву војну параду на билећким улицама изводећи корачнице од Лагера па све до цркве Светог Саве. Пред крај грађанског рата у Русији већина царске војске, или како су их звали „бјелогардејци”, прогањана је од стране црвеноармијских бољшевичких трупа. Међу њима је био и Донски кадетски корпус, који послије кратког боравка у Словенији, бива премјештен у Билећу, новембра 1921. године, гдје су распоређени по одлуци тадашњих власти Краљевине Срба, Хрвата и Словенаца. Првих неколико мјесеци проведено је на обнови инфраструктуре која је била порушена за вријеме Првог свјетског рата, а коју је изградила Аустро-Угарска. Тада су отворене и прве радње, кројачка, обућарска, те столарска, а кадети су се почели навикавати на нови живот. Убрзо ће управно, као и наставно особље отпочети са својим устаљеним радом. Отворена је и црква у којој је иконе осликао руски умјетник, а потом и позоришна дворана. На челу позоришта је био генерал Александар Ивановић Васиљев. Руси су у Билећи основали и своје пјевачке и трубачке групе. Кадетски корпус је у Билећи отворио и своју прву амбуланту, а руски доктор је био задужен и за билећку болницу. Први доктор у њој био је Митрофан Семјонович Попов, а његов помоћник Андреј Каритонович Белоски. Тада је настала и прва књиговезница и столарска радионица. Након смјене генерала Бабкина, који је био на челу овог корпуса на његово мјесто је дошао Јевгениј Васиљевич Перет, бивши артиљеријски официр. Наредбом генерала Богајевског, 1922. године, Донски кадетски корпус промијенио је име у Донски кадетски корпус Цара Александра III, те су њихови чинови означавани на лијевом рамену са Атаманском плавом еполетом опточеном бијелом бојом. Нераскидива веза са Требишњицом створила је и валцер „Таласи Требинке”, кога су компоновали на текст ове пјесме. За вријеме свог боравка у Билећи, кадети су током одмора посјећивали околна мјеста, укључујући и пикнике и шетње чак и старим путем до Никшића. Иако су само неколико година провели у Билећи (новембар 1921 – септембар 1926), којој су посветили и двије пјесме, ови су бјелогардејци оставили дугорочан траг, како у културном тако и у социјалном, животу тадашње Билеће.
О времену боравка козака са Дона на територији Билеће данас свједочи запуштено руско гробље у Билећи, на коме почивају и високи царски официри. Дио војничког гробља гдје су сахрањени официри царске Русије деценијама нико није одржавао, а у вријеме комунистичких власти ту су лежали непријатељи револуције. Споменици су оронули, а један дио зарастао у шикару. Само се назире покоји натпис са руским именима и презименима. На њима се не разазнаје да ли је ту и коначиште прадједе руског политичара Димитрија Рогозина. Поред старих споменика припадницима Донског корпуса у билећком православном гробљу подигнут је и један нови, мермерни, на коме стоји име Сергеј Владимирович Мелешко, добровољац погинуо у редовима Херцеговачког корпуса у протеклом рату. После Билеће козачки корпус се премјестио у Горажде.
Први пут након сахране руског војника припадника Војске Републике Српске, на Руском гробљу у Билећи служен је парастос у новембру 2019. када је започео пројекат обнове гробља и обиљежавања стогодишњице доласка Руса на простор Билеће. Пројекат се ради у сарадњи са руском амбасадом у Сарајеву.

### Зворнички Руси
Поред многих градова у тадашњој Краљевини Срба, Хрвата и Словенаца, Руси су дошли и у Зворник, тада мали градић на обали Дрине. Међу Русима који су на ове просторе дошли између два свјетска рата је било љекара, инжињера, умјетника, племића и припадника више грађанске класе старе Русије. Својим радом допринијели су бржем развоју Зворника. Неки Руси из Зворника отишли су касније у западну Европу и Америку, а на градском гробљу сахрањени су они који су овдје заувек остали.

### Руси у Горажду
Уз православне споменике на гробљу Доња Сопотница, поред храма Светог Ђорђа, задужбине Херцега Стефана Косаче код Новог Горажда, до посљедњег Одбрамбено-отаџбинског рата налазили су се надгробни споменици руских царских официра, козака, који потичу из двадесетих и тридесетих година прошлога вијека када из Билеће у Горажде, по декрету краља Александра Карађорђевића, долази Други руски донски кадетски корпус. Пристигли су након прогона после Октобарске револуције у Русији, а смјештени су у старој аустроугарској касарни у центру Горажда. Захваљујући Руском корпусу у Горажду се 1930. оснива и прва Руска гимназија коју су, осим младих руских кадета, похађали и домаћи ђаци. Руски кадети су у то вријеме представљали културно, јавно, друштвено и спортско освјежење у тада још увијек малој чаршији поред ријеке Дрине. Приређивали су чајанке, дочеке православних нових година, организовали балове, разне забаве уз наступ властитог дувачког оркестра, а формирали су и црквени хор. Осим козачких коњских трка, приређивали су гимнастичка такмичења, атлетске игре, а бавили су се и другим спортовима, а највише фудбалом. Руси су у Горажду живјели све до 1934. када неочекивано одлазе, а њиховим одласком се гаси и Руска гимназија. Трајни знак њиховог боравка у Горажду били су споменици над хумкама у које су сахрањени. Након девастирања ових споменика у протеклом рату од стране Армије Републике Босне и Херцеговине, власти општине Ново Горажде, уз подршку Руског културног центра из Источног Сарајева, подигли су мермерни крст са једноставним натписом „Казаки Казакам”, на мјесту порушених споменика и тиме овјековјечили успомену на руско присуство на горњедринском простору.

### Социјалиситчка Федеративна Република Југославија
Комунистичке власти нису према Руској колонији и Руској матици биле нимало благонаклоне. Обје су жигосане као профашистичке и контрареволуционарне организације и распуштене. Предсједник Руске колоније инж. Јевгениј Владимирович Антоневич и предсједник Руске матице инж. Виталиј Макарович Рибкин већ крајем априла 1945. нашли су се под ударом нове власти и у апсурдним судским процесима осуђени на двогодишње казне строгог затвора. Већ за који мјесец бањалучки Руси могли су да се наброје на прсте јер су се листом упутили ка Загребу, Сарајеву и Београду. Они малобројни преостали постали су нечујни и невидљиви. У новоствореној атмосфери братства и јединства постало је незамисливо било какво организовање на националној основи. До тада малобројна али снажна, угледна и утицајна руска заједница у Бањалуци престала је да постоји.
У периоду након  Другог свјетског рата десио се мањи вал досељавања припадника руске народности на ове просторе. Народна Република Југославија, касније ФНРЈ и СФРЈ, створила је услове да сви грађани Југославије без обзира на националну и етничку припадност имају исти статус унутар Федерације, и то је условило досељавање и припадника руске националности. Након политичког сукоба Јосипа Броза Тита са Стаљином 1948. године један броја Руса се због притисака који су били посљедица овог сукоба, иселио са ових простора, тако да се број припадника константно смањивао.

### Одбрамбено - отаџбински рат
Током Одбрамбено-отаџбинског рата у Републици Српској, велики број Руса се прикључио Војсци Републике Српске, а неки од њих су током рата и погинули. Руси су у оквиру ВРС, били организовани у три добровољачка одреда, а налазили су се и у осталим јединицама. У Одбрани Републике Српске погинуло је 37 руских добровољаца. Први споменик руским добровољцима је подигнут у Вишеграду. Споменик је подигнут средствима донатора из Русије, средствима Владе Републике Српске, а у организацији удружења грађана српско-руске заједнице „Завет” из Бијељине.
Република Српска је у знак сјећања на Русе који су погинули у одбрани српског народа, 12. април прогласила Даном руских добровољаца, када се сваке године у Вишеграду низом манифестација одаје почаст погинулим Русима и подсјећа на ратни пут руских одреда, као и на исказану храброст у одбрани Републике Српске. Одбор Владе Републике Српске за његовање традиције ослободилачких ратова уврстио је овај датум у Календар историјских догађаја. Обиљежава се на регионалном нивоу у Вишеграду парастосом и полагањем вијенаца на споменику руским добровољцима, на Војничком гробљу на Мегдану.

### Данас
Током посљедњих година примјетан је већи број Руса који у великој мјери из Црне Горе, а у мањој из матичне државе, свој други дом проналазе у најјужнијем граду Републике Српске, у Требињу. У Требиње се досељавају Руси из разних дијелова матичне земље, углавном су то породице које ужурбани живот у метрополама замјењују Требињем и осталим мјестима источне Херцеговине, гдје покрећу приватне фирме, баве се пољопривредом. Заинтересованост Руса за Требиње и околину Билеће и Гацка почела је прије деценију, и данас је у већој мјери примјетно присуство руског народа на овим просторима. Руси који живе и раде на територији Републике Српске, остварују могућност изласка на изборе. На пријевременим изборима за Предсједника Руске Федерације 2018. године, на списку бирача нашло се 60 држављана Русије, који углавном раде у једној од руских компанија које послују у Републици Српској. Руски инвеститор Андреј Дулаченко који се преселио у Требиње, током 2014. године је преузео објекте и земљиште у требињском насељу Јазина, гдје је покренуо приватни посао и обновио објекте који су се некада користили у угоститељске сврхе.
Након проглашења пандемије вируса Корона, Руска Федерација је у веома кратком времену упутила конвој помоћи Републици Српској. Медицински тим који је тада допутовао из Руске Федерације, извршио је дезинфекцију болница, домова здравља и карантинских простора у којима бораве лица позитивна на вирус Корона. Поред техничког сегмента ове помоћи Републици Српској, у Бањалуку је стигла и екипа руских медицинских стручњака који су дошли са циљем медицинске стручне помоћи Универзитетском клиничком центру Републике Српске у борби против епидемије вируса корона.

## Религија
Руси у Републици Српској, као и већина њихових сународника, у матичној земљи, као и широм свијета су православне вјероисповијести. На територији Републике Српске постоји неколико објеката који су превасходно подигнути за потребе руског народа, или су у фази градње. Неке од њих је изградила Српска православна црква, а посвећени су руским светитељима, док руске православне парохије на територији Српске још увијек нису формиране. Вјерски објекти који су посвећени руским светитељима у Републици Српској су:
- Црква Покрова пресвете Богородице[29], у засеоку Дабрак насељеног мјеста Хрваћани. Ова руско-украјинска црква припада парохији православних Украјинаца, који насељавају мјесто Хрваћани, а богослужење се врши у садејству са Украјинском православном црквом, која је у саставу Руске православне цркве, као и са Српском православном црквом.
- Црква Александра Невског у  Угљевику, је након Одбрамбено-отаџбинског рата, први објекат руске православне цркве изграђен на територији Републике Српске. Храм Светог Александра Невског подигнут је за потребе руских војника Оружаних снага Руске Федерације, односно руских војника и официра из састава СФОР-а стационираних у Угљевику. Руски војници су доласком у Угљевик стационирани у непосредној близни Рудника и термоелектране. Управо они су, ради својих духовних потреба, а по благослову Руске православне цркве, саградили храм који су осветили Епископ красногорски Сава из Руске православне црква и тадашњи Епископ зворничко-тузлански Василије. Након одласка руских војника, храм је, указом Руске православне цркве, предан Епархији зворничко-тузланској, остајући у свијести српског народа својеврсним знаком сјећања на велику улогу руске војске у успостављању мира на простору Републике Српске. На храму нису извођени значајни радови до краја прве деценије 21. вијека, да би 1. марта 2020. године, Епископ зворничко-тузлански г. Фотије први пут служио свету архијерејску Литургију у потпуности обновљеном храму. Са благословом владике Фотија храм ће бити проглашен манастиром при коме ће бити саграђен духовно-културни центар српско-руског пријатељства чија је градња у току. Храм Светог Александра Невског у Угљевику је једини храм у Републици Српској који је подигао руски народ и који је био под јурисдикцијом Московске Патријаршије.[30] Сваке године 12. септембра на дан прослављања руског светитеља Александра Невског у храму се служи литургија и прославља храмовна слава.[31]
- Српско-руски храм у Бањалуци[32], који ће бити подигнут у знак захвалности руском императору Николају Другом[33] представља пројекат у изградњи који ће поред храма у руском стилу, који ће бити копија храма посвећеног чудима Светог Архангела Михаила, који се некада налазио у Кремљу, срцу царске Русије, садржати и културни центар гдје ће се наћи установе културе руског народа које постоје у Бањалуци. Идеја о изградњи руско-српског храма у Бањалуци потиче још са почетка 20. вијека, а градња је почела на стоту годишњицу страдања руске царске породице.[34]
- Храм Серафима Саровскога се гради у насељу Мокро, на магистралном путу између Пала и Сокоца, у организацији Руског културног центра из Источног Сарајева, гради се храм чији радови су у завршној фази градње.[35]
- Манастир Свете Матроне Московске у Ритешићу у близини Добоја. Овај вјерски објекат посвећен је Светој Матрони Московској, и једини је такве врсте на овим просторима. Манастир ће поред црквених здања након финализирања радова посједовати и ресторан, док ће у непосредној близини бити изграђено етно село у руском стилу. По завршетку изградње манастира, предвиђено је да га води женско свештенство, а монахиње би биле из различитих православних земаља свијета.[36] Поред домаћих привредника, који помажу градњу манастирског комплекса,ту ће се налазити и одређени експонати које је манастиру донирао Војно-историјски музеј из Москве.[37]
- Крипта посвећена Светом Сергију Радоњешком, изграђена у Манастиру Свете Петке у Бијељини, у којој се налази честита његовим моштију.[38]

У Манастиру Светог пророка Илије, који се налази у насељу Крупа на Врбасу у непосредној близини Бањалуке, од 2006. године чувају се честице моштију Свете Матроне Московске, које су допремљене из Русије. Празник Праведне Матроне Московске, који се обиљежава 2. маја представља посебан дан у овом манастиру, а тим поводом се у манастиру окупи велики број вјерника из Републике Српске али и иностранства.

## Култура
У Републици Српској се сваке године традиционално прославља најстарији руски празник Масленица. У Русији је ово веома битан празни а обиљежава се у недјељу пред велики пост. Празник Масленица вуче коријен из периода многобоштва код Руса када су они на тај начин призивали прољеће, а испраћали зиму. Током 2020. године овај празник је посебно обиљежен у Бијељини уз присуство руске породице која је из Москве дошла да живи у Патковачу, село надомак Бијељине. Један од значајних датума у руској историји Дан националног јединства, обиљежава се у Републици Српској у организацији професора и студената Катедре за русистику, Филозофског факултета Универзитета у Источном Сарајеву. Дан националног јединства Русије, установљен у спомен ослобађања Русије од пољских окупатора 4. новембра 1612. године, када су патриотске добровољачке снаге, предвођене Кузмом Мињином и кнезом Дмитријем Пожарским, пошле из Њижног Новгорода да би ослободиле Москву и Русију. Током 2017. године у Билећи је свечано обиљежен Дан побједе. Организација овог значајног руског празника укључивала је међународним такмичењем патриотских пјесама и изложбом фотографија Рововско стваралаштво. Сјећање на херојску историју српског и руског народа и борбу против окупатора, не само у Другом свјетском рату, приредили су Руски културни центар у Републици Српској и општина Билећа.
На дан ослобођења Сарајева у Првом свјетском рату, 6. новембра 2011. године у Источном Сарајеву је подигнут споменик преминулом руском амбасадору у Уједињеним нацијама, Виталију Чуркину. Овим спомеником, исказана је велика захвалност човјеку који је спријечио усвајање британске резолуције о Сребреници у Савјету безбједности УН-а, којом се хтјело српски народ окарактерисати као геноцидан. Током јуна мјесеца 2014. године у Бањалуци је откривен споменик руском цару Николају II, што је уједно први споменик руском цару Николају на простору неке европске земље. Церемонија откривања споменика поред домаће политичке елите присуствовала је и делегација из Руске Федерације. У Бањалуци је такође подигнута и спомен биста руском писцу Александру Пушкину. Поред централног спомен обиљежја руским добровољцима на војничком гробљу у Вишеграду, на брду Град у непосредној близини самог града подигнут је руски крст, посвећен погинулим руским добровољцима у Одбрамбено-отаџбинском рату. Други споменик руском цару Николају на територији Српске је подигнут у комплексу манастира Свете Матроне Московске и руског етно села у Ритешићу код Добоја.
Руски језик се у Републици Српској изучава у основним школама, средњим школама, док на оба јавна универзитета постоје Катедре за изучавање руског језика. На бањолучком универзитету руски језик се изучава у склопу Филолошког факултета, док се на источносарајевском универзитету руски језик изучава у склопу Катедре за русистику Филозофског факултета. Филозофски факултет Универзитета у Источном Сарајеву, постао је централно и најзначајније мјесто изучавања руског језика и културе, након што је 2019. године отворен Центар за руске студије у склопу факултета и покренут нови студијски програм. Поред изучавања руског језика, на овом факултету се изучава и студијски програм Руски језик и међународни политички односи. Један од главних партнера овог пројекта је била Руска хуманитарна мисија која је донирала значајан број опреме и помагала за квалитетније извођење наставе. Током наредне, 2020. године у склопу Центра за руске студије отворена је учионица и фонолабораторија руског језика. Тадашњи амбасадор Руске Федерације Петар Иванцов свечано је отворио најсавременију учионицу и фонолабораторију руског језика чиме су студенти Катедре за русистику стекли најбоље услове за учење руског језика у цијелом региону. Овај пројекат одрађен је кроз сарадњу Филозофског факултета и Руске хуманитарне мисије. Руска хуманитарна мисија набавила је различите материјале из руског језика и књижевности за потребе учионице и лабораторије.
У Народној и универзитетској библиотеци Српске у Бањалуци постоји руски центар Фондације „Руски мир“ (Руски свијет) чија основна улога је промовисање руског језика и културе, док у склопу Руског центра дјелује и хор „Александр Невски“ који је основан у септембру 2013. Хор изводи песме руских композитора и руске народне песме. Ту се налази и Библиотека Руског културног центра у Бања Луци. Након доласка већег броја Руса у Требињу је отворено одјељење будванског Центра руског језика и културе „Возрожденије“.

## Удружења
У Републици Српској, постоји једно кровно удружење руског народа. Основано је почетком 2022. и носи назив Удружење Руса у Републици Српској „Романови”, док поред овог постоји већи број удружења, која окупљају поштоваоце руског народа, руске историје и културе. Та удружења су:
- Удружење „српско-руски мост“ у Бања Луци и Источном Сарајеву,
- Удружење српско-руског пријатељства „Братство“ у Бања Луци и Источном Сарајеву,
- Удружење српско-руског пријатељства из Добоја,
- Удружење српско-руског пријатељства из Рогатице,
- Удружење српско-руског пријатељства „Завет“ из Бијељине.

## Распрострањеност
Пратећи број руског народа у цијелој Босни и Херцеговини кроз историју, што из службених државних пописа становништва, што преко података црквених парохија, долази се до закључка да се њихов број увелико смањио. Усљед свих ратова на овим просторима, као и лоше економске ситуације Руси и данас напуштају овдашња насеља и одлазе у Европу.
По попису становништва 2013. у Босни и Херцеговини, а према подацима које је издао Републички завод за статистику, и који су једини валидни за Републику Српску, у Републици Српској је живјело 177 Руса. Руси настањују сљедеће општине и градове:
| Руси, по општинама и градовима, према попису становништва 2013. у Републици Српској |         |
| јединица локалне самоуправе                                                         | укупно  |
| укупно                                                                              | 177     |
| Бања Лука                                                                           | 45      |
| Бијељина                                                                            | 9       |
| Братунац                                                                            | 3       |
| Брод                                                                                | 18      |
| Брчко                                                                               | 6       |
| Вишеград                                                                            | 12      |
| Власеница                                                                           | 2       |
| Градишка                                                                            | 5       |
| Дервента                                                                            | 2       |
| Добој                                                                               | 7       |
| Зворник                                                                             | 6       |
| Источно Сарајево - Источна Илиџа - Источно Ново Сарајево - Пале                     | 8 3 3 2 |
| Калиновик                                                                           | 1       |
| Козарска Дубица                                                                     | 3       |
| Котор Варош                                                                         | 3       |
| Лакташи                                                                             | 2       |
| Лопаре                                                                              | 3       |
| Милићи                                                                              | 3       |
| Модрича                                                                             | 12      |
| Невесиње                                                                            | 1       |
| Нови Град                                                                           | 1       |
| Ново Горажде                                                                        | 1       |
| Петрово                                                                             | 1       |
| Приједор                                                                            | 7       |
| Прњавор                                                                             | 7       |
| Рогатица                                                                            | 1       |
| Србац                                                                               | 1       |
| Сребреница                                                                          | 1       |
| Теслић                                                                              | 9       |
| Требиње                                                                             | 1       |
| Угљевик                                                                             | 1       |
| Фоча                                                                                | 2       |
| Хан Пијесак                                                                         | 1       |
| Чајниче                                                                             | 1       |
| Челинац                                                                             | 1       |
| Шамац                                                                               | 1       |
| Шековићи                                                                            | 4       |
| Шипово                                                                              | 1       |

## Значајне личности
- Михаил Бочкарев, директор Руског културног центра у Републици Српској, смјештеног у Источном Сарајеву.[42]
- Александар Ивановић Васиљев, генерал Дoнског царског корпуса у Билећи и први управник позоришта у Билећи.[12]
- Игор Гиркин, познатији под псеудонимом Игор Иванович Стрелков који се као добровољац прикључио 2. мајевичкој бригади Војске Републике Српске, током Одбрамбено-отаџбинског рата.
- Јелена Гускова, доктор историјских наука, и члан Сената Републике Српске.[54]
- Игор Котјелников, члан четвртог сазива Савјета националних мањина Републике Српске[55] и Виши стручни сарадник за нематеријално културно наслеђе националне мањине при Министарству Просвјете и културе Републике Српске.[56]
- Капиталина Ерић, српска позоришна, филмска и ТВ глумица, одрасла у селу Челопек код Зворника одакле јој је био отац.
- Владимир Семјонович Јонин, предсједник привремене босанске владе, изабран на Народној скупштини у Кравјаку.[6]
- Ростислав Михаиловић, руски принц из династије Рјуриковича и први бан Усоре и Соли у периоду 1254-12. године.[4]
- Василиј Михаилович Кашкаров, први предсједник Руске матице у Бањој Луци.
- Кирил Љахов, љекар у Зворнику.[16]
- Јевгениј Васиљевич Перет, директор Донског царског корпуса у Билећи.[12]
- Бела Ростиславић, познат као Бела од Мачве, син Ростислава Михаиловића и бан Усоре и Соли у периоду 1266-1271/72. године.[4]
- Михаило Ростиславић, познат као Михаило од Босне, син Ростислава Михаиловића и бан Усоре и Соли у периоду 1262-1266. године.[4]
- Иван Серпуховитин, спахијски син који је оставио значајан траг у зворничкој историји.[16]
- Александар Соловјев, први декан правног факултета у Сарајеву, чији правни насљедник је данашњи Правни факултет Универзитета у Источном Сарајеву.
- Василиј Тоњко, инжењер који је учествовао у градњи Моста краља Александра у Зворнику.[16]

### Руска емиграција у Бањалуци[11]
- Александар Александрович Верешчагин, редитељ
- Ирина Петровна Астрова, глумица и пјевачица,
- Ираида Гејер-Ломоносова Комаревска, глумица,
- Александар Филипович Черепов, редитељ, глумац и педагог,
- Јуриј Дриженко, сценограф и костимограф,
- Петар Сухачев, иконописац који је живописао фреске, иконе и иконостас православног храма Свете тројице,
- Григориј Иванович Самојлов, архитекта који је израдио план за иконостас, устолованије и полилеј,
- Владимир Павлович Загородњук, вајар кој је Монументалну палату Државне хипотекарне банке украсио рељефима и бронзаним скулптурама,
- Степан Федорович Колесников, архитекта,
- Николај Иванович Федоров, архитекта,
- Григориј Иванович Самојлов, архитекта,
- Виктор Зелински, архитекта,
- Јевстатиј Игнатијевич Мамуков, архитекта,
- супружници Александар и Ксенија Медведеви, архитекте,
- Павел Житецки, наставник у Приједору,
- Владимир Курагин, гимназијски професор који је отворио 15. јануара 1928. отворио приватну музичку школу,
- Георгиј Плеханов, музичар,
- Евгениј Антоневич, шумарски инжењер,
- Николај Белонин, шумарски инжењер,
- Игор Вјаткин, шумарски инжењер,
- Александар Панов, шумарски инжењер,
- Сергеј Степанов, шумарски инжењер,
- Иван Сињицки, шумарски инжењер,
- Николај Букин, шумарски инжењер,
- Василиј Полферов, шумарски инжењер,
- Вјачеслав Поплавски, шумарски инжењер,
- Николај Попјонов, шумарски инжењер,
- Алексеј Левшин, шумарски инжењер,
- Сергеј Лазарев, шумарски инжењер,
- Владимир Хворостин,
- Павел Дидзински, грађевински инжењер,
- Петар Поповиченко, грађевински инжењер,
- Александар Мордвинов, грађевински инжењер,
- Николај Погорецки, грађевински инжењер,
- Виктор Сидњенко, грађевински инжењер,
- Сергеј Шуљгин, грађевински инжењер,
- Константин Газданов, грађевински инжењер,
- Вартан Асатуров, грађевински инжењер,
- Виктор Бјељајев, агроном,
- Алексеј Богословски, агроном,
- Николај Белонин, агроном,
- Вјачеслав Дроздовски, агроном,
- Димитриј Некрашенко, агроном,
- Георгиј Протопопов, агроном,
- Виктор Жвирблис, агроном,
- Николај Фатејев, агроном,
- Александар Јершов, хидроинжењер,
- Сергеј Павлов, рударски инжењер,
- Виталија Рибкина, машински инжењер
- Михаил Нагорни, љекар,
- Јекатерина Рибкин-Мурза, љекар,
- Болеслав Сплавски, љекар,
- Семен Максимов, љекар,
- Јекатерина Шишлов-Меркулова, љекар,
- Вера Пстроцки, љекар,
- Павел Прегл-Березовски, љекар,
- Спиридон Бородин, љекар,
- Михаил Усатиј-Сидоренко, љекар,
- Наталија Жељезнова, љекар,
- Владимир Богословски, педагог,
- Александар Давидов, педагог,
- Иван Павловски, педагог,
- Андреј Јегоров, педагог,
- Вјачеслав Дроздовски, педагог,
- Николај Золотаренко, педагог,
- Ана Каубе-Узелац, педагог,
- Борис Качалов, педагог,
- Александар Космодели, педагог,
- Виктор Оберемок, педагог,
- Виталиј Рибкин, педагог,
- Степан Сјериков, педагог,
- Алексеј Фирсов, педагог,
- Семен Шпирко, педагог,
- Игор и Клавдија Мељницки, педагози,
- Иван Феофилактов, педагог,
- Генадиј Краснов, педагог,
- Владимир Пчељников, педагог,
- Василиј Захарович Андрејев, професор бањалучког Машинског факултета.

### Руски добровољци погинули у редовима Војске Републике Српске[57]
- Александров Александар, Санкт Петербург
- Анисимов Валериј, Санкт Петербург
- Астапенков Анатолиј Сергејевич, Перм
- Баталин Сергеј Јурјевич, Москва
- Богословски Константин Михајлович, Памир, Таџикистан
- Бондарец Олег Дмитријевич, Кијев, Украјина
- Бочкарјов Александар Јурјевич, Вороњеж
- Биков Валериј, Санкт Петербург
- Гаврилин Валериј Дмитријевич, Гродни,Бјелорусија
- Ганијевски Василиј Викторович, Кримск
- Гешатов Виктор
- Десјатов Виктор Николајевич, Јекатеринбург
- Иванов Сергеј Јевгењевич, Санкт Петербург
- Котов Генадиј Петрович, Волгодонск
- Лучински Леонид, Адлер
- Малишев Роман Серафимович, Киров
- Малишев Петар Анатољевич, Москва
- Мелешко Сергеј Владимирович, Минералне Воде
- Мирончук Сергеј Александрович, Одеса, Украјина
- Неоменко Борис Владимирович
- Нименко Андреј Николајевич, Москва
- Петраш Јуриј Сергејевич, Бјелорусија
- Пилипичик Јуриј Павлович, Кишињев, Молдавија
- Попов Димитриј, Санкт Петербург
- Самојлов Виктор, Новосибирск
- Сапоњенко Андреј, Ростов на Дону
- Сафонов Владимир Васиљевич, Семипалатинск, Казахстан
- Сичов Јуриј, Курган
- Сафонов Владимир Васиљевич, Семипалатинск, Казахстан
- Славен Олег Станиславович, Доњецк, Доњецка Народна Република
- Тептин Александар Георгијевич, Перм
- Тамилин Алексеј Валерјевич, Краснојарск
- Трофимов Михаил Викторович, Дивногорск
- Чекалин Димитриј Јевгењевич, Москва
- Шашинов Владимир
- Шкрабов Александар Владимирович, Литванија
- Јангоњевич Виктор Валерјевич